# Afrika
Afrika é um jogo eletrônico lançado para Playstation 3, que fora anunciado inicialmente num vídeo promocional durante a conferência da Sony, na E3 de 2006. O jogo foi desenvolvido pela Rhino Studios e publicado pela Sony Computer Entertainment.